# Museum Tabakspeicher

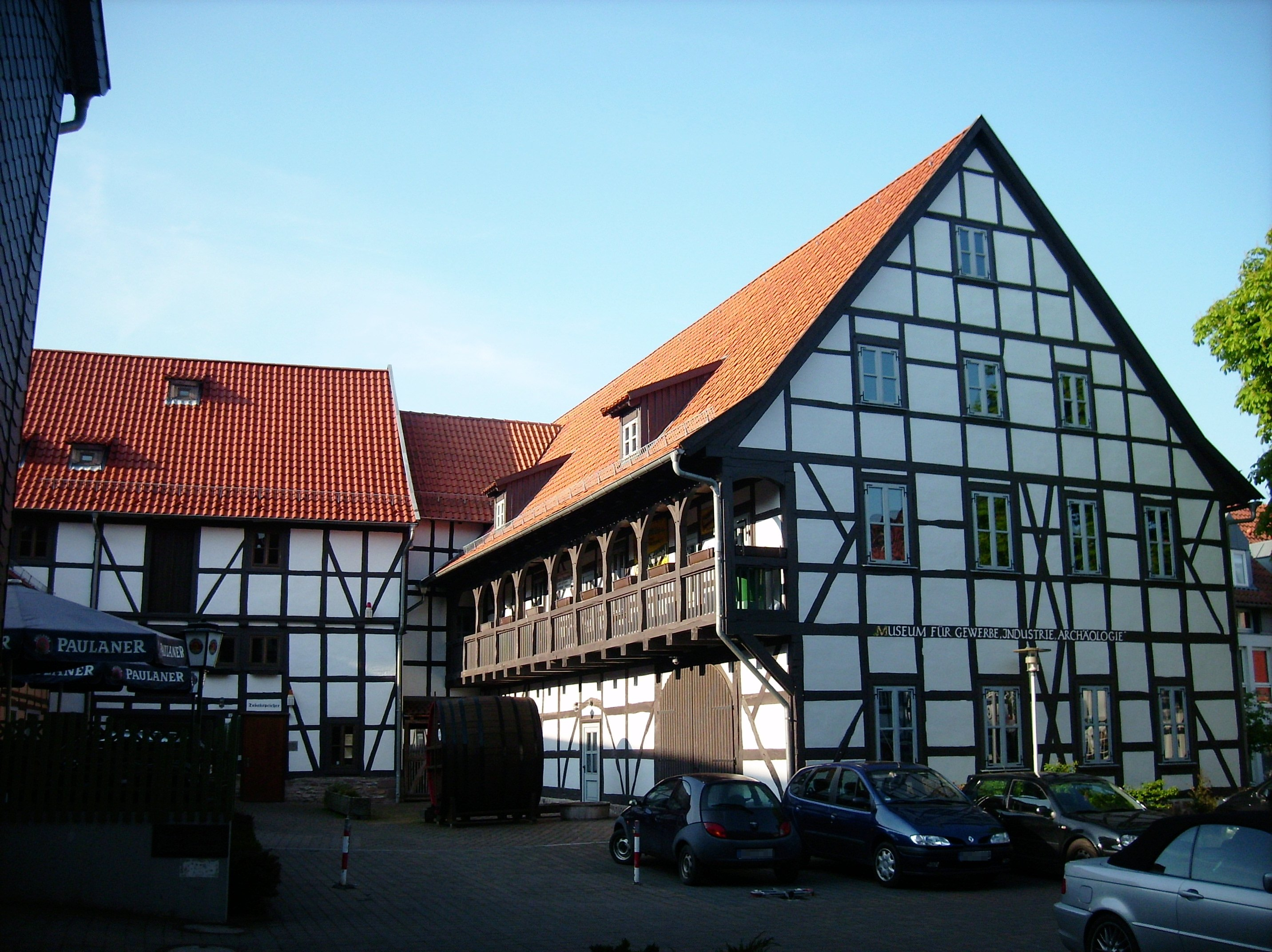
Museum Tabakspeicher

Der Tabakspeicher ist ein städtisches Museum der Stadt Nordhausen in Thüringen und befasst sich mit der geschichtlichen und kulturellen Entwicklung der Stadt.

## Geschichte
Das Museum Tabakspeicher befindet sich in einem 1712 im Fachwerkstil erbauten Tabakschober, welcher im 19. und Anfang des 20. Jahrhunderts von der Firma Walther & Sevin Tabak- und Zigarrenfabrik als Lager für Tabak genutzt wurde. 1994 erfolgten umfangreiche Umbauarbeiten, die zu den heutigen Museumsräumen im alten Gebäude führten.
Auf 1.000 m² werden die wirtschaftlichen Wurzeln Nordhausens dargestellt. Hier werden die bedeutendsten Branchen und deren Geschichte, wie Kornbrennerei, Kautabakherstellung und Maschinenbau dargestellt. Hinzu kommen traditionelle Handwerke wie Blaudruckherstellung, Kürschner, Schneider, Schuhmacher und Bäcker. Des Weiteren wird ein historischer Kinosaal betrieben.
Ebenfalls ausgestellt werden archäologische Exponate, die in verschiedenen Ausgrabungen in und um Nordhausen gefunden wurden.